# Jovita Idár

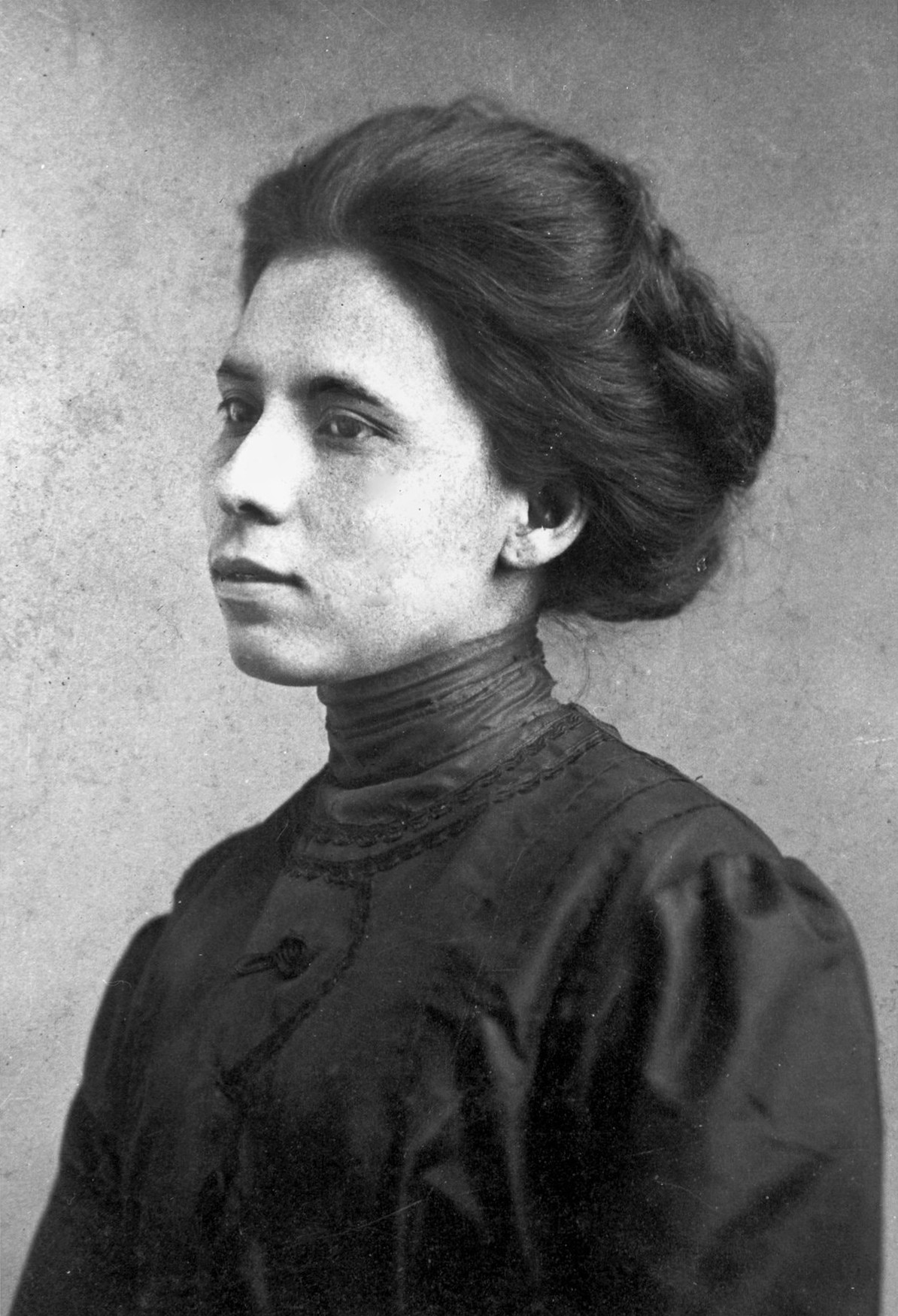
Jovita Idar, ca. 1905

Jovita Idár Vivero (* 7. September 1885 in Laredo, Texas; † 15. Juni 1946 in San Antonio, Texas) war eine US-amerikanische Journalistin, Lehrerin, politische Aktivistin und Bürgerrechtlerin, die sich für die Sache der mexikanischen Amerikaner und mexikanischen Einwanderer einsetzte. Sie begann ihre journalistische Karriere bei La Crónica, der Zeitung ihres Vaters in Laredo, Texas, ihrer Heimatstadt. Vor dem Hintergrund der mexikanischen Revolution, die ein Jahrzehnt von 1910 bis 1920 andauerte, arbeitete sie für eine Reihe von Zeitungen und setzte sich mit ihrer Schriftstellerei für Veränderungen ein. Im Oktober 1911  wurde sie Präsidentin der neu gegründeten La Liga Femenil Mexicanista (Liga mexikanischer Frauen), einer Organisation, die sich dafür einsetzte, mexikanischen Kindern in Laredo kostenlose Schulbildung zu ermöglichen. Sie war auch im Primer Congreso Mexicanista aktiv, einer Organisation, die mexikanisch-stämmige Amerikaner zusammenbrachte, um Themen wie den fehlenden Zugang zu angemessener Bildung und wirtschaftlichen Ressourcen zu diskutieren.

## Leben
Jovita Idar wurde als eines von acht Kindern von Jovita und Nicasio Idar geboren. Die Idar-Familie gehörte zu den gente decente („ehrbaren Menschen“), die einen besseren Zugang zu guter Bildung und Möglichkeiten hatte als viele andere méxico-tejano-Familien. Alle acht Idar-Kinder wuchsen in einer Atmosphäre auf, in der Rechte und Pflichten und die unterprivilegierten Umstände der Chicano-Gemeinschaft konsequent diskutiert wurden und man sich für die Bürgerrechte der Mexikanischen Amerikaner einsetzte. Robin Kadison Berson formuliert es so: „Growing up, Jovita was an imaginative, spirited girl; eager student, she won prizes for her poetry and enjoyed reciting before an audience“.
Idar erwarb 1903 ihr Lehrdiplom am Holding Institute in Laredo. Sie unterrichtete in einer Schule in Los Ojuelos, etwa 40 Meilen östlich von Laredo. Die Realität ihrer ersten Jahre als Lehrerin war frustrierend: Es gab weder genug Lehrbücher, Papier oder Stifte noch genug Stühle oder Tische. Die Schulbildung für Chicano-Schüler war unzureichend. Chicanos zahlten Steuern, um eine anständige Schulbildung für ihre Kinder zu unterstützen, doch der Zugang zu den Schulen wurde ihnen verwehrt. Idar erkannte, dass ihre Bemühungen als Lehrerin aufgrund der schlecht ausgestatteten, zwar nicht wie bei den Afroamerikanern gesetzlichen, aber doch de facto-segregierten Schulen wenig Einfluss auf das Leben der Schüler hatten.
Im Mai 1917 heiratete Idar Bartolo Juárez, der als Klempner und Spengler arbeitete. Sie lebten zusammen in San Antonio bis zu ihrem Tod am 15. Juni 1946, der durch eine Lungenblutung verursacht worden sein soll. Sie hatte an fortgeschrittener Tuberkulose gelitten.

## Einsatz für soziale Fragen

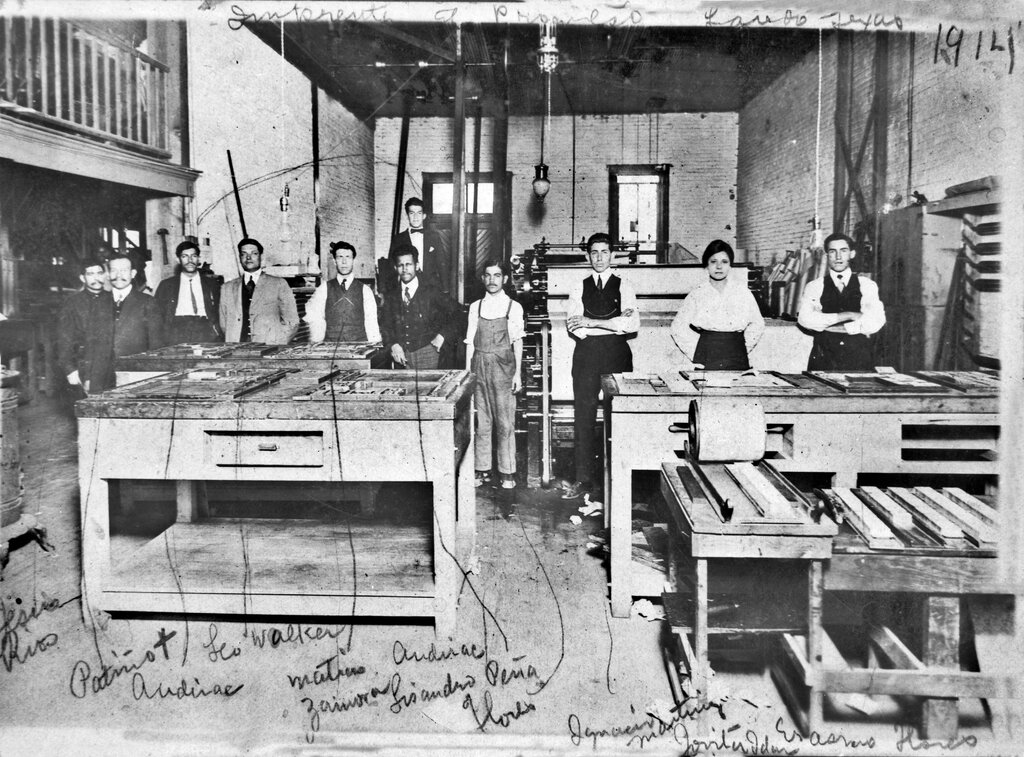
Aufnahme aus der Drucker der La Crónica, Idar als zweite von rechts, 1914.

Vor dem Hintergrund der mexikanischen Revolution, die ein Jahrzehnt von 1910 bis 1920 andauerte, wandte sich Idar vom Unterrichten dem Journalismus zu, um sich für Veränderungen einzusetzen. Sie kehrte nach Laredo zurück, wo sie zusammen mit zweien ihrer Brüder, Eduardo und Clemente Idar, für die Zeitung ihres Vaters, La Crónica zu arbeiten begann. Im Jahr 1910 enthielt La Crónica „Geschichten über die erzieherische und soziale Diskriminierung mexikanischer Amerikaner, schlechte wirtschaftliche Bedingungen, den abnehmenden Gebrauch der spanischen Sprache, den Verlust der mexikanischen Kultur und das Lynchen von Hispanics“. Jovita Idar schrieb unter Pseudonymen (A.V. Negra oder Astraea) Artikel, die die schlechten Lebensbedingungen der mexikanisch-amerikanischen Arbeiter aufdeckten und die Revolution unterstützten.
1911 gründete La Crónica eine Bruderschaft, die Caballeros de Honor, um „drängende soziale Probleme der Zeit zu diskutieren“ und veranstaltete den ersten mexikanischen Kongress, den Primer Congreso Mexicano, der sich dem Kampf gegen Ungleichheit und Rassismus widmete. Idar war erste Präsidentin von La Liga Femenil Mexicanista, einem „Ableger“ des Kongresses, der im Oktober 1911 in Laredo gegründet wurde, um mexikanischen Kindern kostenlose Bildung zu ermöglichen. Die Liga setzte sich aus einflussreichen und gut ausgebildeten Frauen zusammen, die sich auf Linderung sozialer Probleme durch aktive Veränderungen in ihren Gemeinden und konkrete Hilfen für Bedürftige, zum Beispiel auch mit Lebensmitteln und Kleidung, konzentrierten.
Kongress und Liga organisierten zudem Studien- und Lernsitzungen, Kulturerwerb und Talentförderung.
Im März 1913, als auf der mexikanischen Seite der Grenze Nuevo Laredo angegriffen wurde, überquerten Idar und andere Frauen aus Laredo den Rio Grande, um freiwillig bei der Versorgung der Verwundeten zu helfen. Während sie an der Grenze war, schloss sich Idar dem La Cruz Blanca, einer dem Roten Kreuz ähnlichen Hilfsorganisation, die von Leonor Villegas de Magnón, die ebenfalls aus Laredo stammte, gegründet und finanziert wurde.
1914 begann sie für El Progreso zu schreiben. In einem Leitartikel, der in El Progreso veröffentlicht wurde, kritisierte sie den Befehl von Präsident Woodrow Wilson, US-Militärtruppen an die Grenze zwischen Mexiko und den Vereinigten Staaten zu schicken, woran die US-Armee und die Texas Rangers Anstoß nahmen. Ein Versuch der Rangers, die Zeitung zu schließen, scheiterte am entschlossenen Widerstand Idars, die das Büro verriegelte. Später plünderten die Rangers das Büro und zerstörten die Druckmaschinen, wodurch die Zeitung geschlossen wurde.
Nach dem Tod ihres Vaters 1914 wurde sie Redakteurin und Autorin bei La Crónica. Im November 1916 gründete Idar die Wochenzeitung Evolución, die bis 1920 betrieben wurde. 1921 zog Idar nach San Antonio, wo sie einen kostenlosen Kindergarten gründete und auch ehrenamtlich in einem Krankenhaus als Dolmetscherin arbeitete.
Im Jahr 1940 war sie Mitherausgeberin des Journals El Heraldo Cristiano.

## Nachleben
Korrespondenz, Fotografien, gedruckte Materialien und Artefakte, die das Leben der Familie Idár in Laredo und San Antonio dokumentieren, befinden sich in der Nettie Lee Benson Latin American Collection an der University of Texas in Austin.
Judy Chicago widmete ihr eine Inschrift auf den dreieckigen Bodenfliesen des Heritage Floor ihrer 1974 bis 1979 entstandenen Installation The Dinner Party. Die mit dem Namen Jovita Idar beschrifteten Porzellanfliesen sind dem Platz mit dem Gedeck für Sacajawea zugeordnet.
Die New York Times nahm Idar in eine Serie von Nachrufen mit dem Titel „Overlooked“ auf, in der es um Menschen ging, deren Leistungen zu Lebzeiten es verdient hätten, in den Medien gewürdigt zu werden, als sie starben, es aber nicht taten. In der Ausgabe vom August 2020 lag der Fokus auf dem hundertjährigen Jubiläum des 19. Zusatzartikels zur Verfassung der Vereinigten Staaten, der 1920 verabschiedet wurde und der es verbietet, das Wahlrecht aufgrund des Geschlechts zu verweigern.
Im Rahmen des Hispanic Heritage Month erinnerte das Google Doodle am 21. September 2020 an Idar, indem es ihre Blockade der Büros von El Progreso gegen die Texas Rangers darstellte und per Mouseover an ihren 135. Geburtstag (zwei Wochen nach ihrem tatsächlichen Geburtstag) erinnerte.